# النسبية (مذهب فلسفي)
هذه الصفحة عن المفهوم الفلسفي. إن كنت تقصد المفهوم الفيزيائي انظر النسبية
النسبية أو المذهب النسبي، هي مجموعة من الآراء الفلسفية التي ترفض الادعاءات بالموضوعية فيما يتعلق بمجال ما، وتؤكد على الصلة بين الحقائق في أي مجال من جهة ومنظور المراقب أو السياق الذي تُقيّم من خلاله من جهة أخرى. تتعدد الأشكال المختلفة للنسبية، وتختلف فيما بينها من حيث نطاقها وحجم الجدل المحيط بها. يشمل نطاق النسبية الأخلاقية الاختلافات في الأحكام الأخلاقية بين الناس والثقافات، بينما تنطوي النسبية الأبستمولوجية على الفكرة القائلة بوجود حقائق نسبية لا مطلقة فيما يتعلق بمعايير الإيمان أو التبرير أو العقلانية. ينطوي مفهوم النسبية الطورية أيضًا على غياب الحقائق المطلقة، إذا ترتبط الحقيقة دائمًا بإطار مرجعي ما، كاللغة أو الثقافة مثلًا (النسبوية الثقافية). تتشابه بعض أشكال النسبية مع الشكوكية الفلسفية. تسعى النسبية الوصفية إلى وصف الاختلافات بين الثقافات والأفراد دون أي تقييم، في حين تعتمد النسبية المعيارية تقييمًا للأخلاق أو لصحة المعتقدات في إطار معين.

## أشكال النسبية

### النسبية الأنثروبولوجية مقابل النسبية الفلسفية
يشير مفهوم النسبية الأنثروبولوجية إلى الموقف المنهجي الذي يتخذه الباحث حين يعلق (أو يستبعد) تحيزه الثقافي في سبيل فهم المعتقدات أو السلوكيات ضمن سياقاتها. اشتهر هذا المفهوم باسم النسبية المنهجية، وهو مُعنى أساسًا بتفادي المركزية العرقية، أي تأثير المعايير الثقافية الخاصة على تقييم الثقافات الأخرى. تُعتبر النسبية الأنثروبولوجية هذه أساس التمييز بين «المقاربة الداخلية» و«المقاربة الخارجية»:
- المقاربة الداخلية للسلوك، هي توصيف المجتمع بعبارات مرتبطة بثقافة المشارك أو الفاعل، أي تصبح التوصيفات الداخلية معنيةً بثقافة المشارك وحسب، وغالبًا ما تشير هذه التوصيفات إلى وجود «الفطرة السليمة» ضمن حدود الثقافة الخاضعة للمراقبة.
- المقاربة الخارجية للسلوك، هي توصيف مراقب ما لمجتمع معين بعبارات قابلة للتطبيق على ثقافات أخرى، أي تصبح التوصيفات الخارجية محايدةً من الناحية الثقافية، وعادةً ما تشير هذه التوصيفات إلى الإطار المفاهيمي لعالم الاجتماع. (يصبح الأمر معقدًا عندما يكون البحث العلمي نفسه قيد الدراسة، أو عند وجود خلاف نظري أو اصطلاحي بين العلوم الاجتماعية).

تختلف النسبية الفلسفية عن النسبية الأنثروبولوجية اختلافًا تامًا، إذ تؤكد الأولى على استناد حقيقة افتراض ما إما على الإطار الميتافيزيقي أو النظري -أو الأسلوب الأداتي- الذي يجري من خلاله التعبير عن القضية، أو على الفرد أو الجماعات أو الثقافة الذين يفسرون القضية.
قد تتواجد كل من النسبية المنهجية والنسبية الفلسفية بشكل مستقل عن بعضهما البعض، إلا أن معظم علماء الأنثروبولوجيا يستندون إلى النسبية المتعلقة بالتنوع الفلسفي في نسبيتهم المنهجية.

### النسبية الوصفية مقابل النسبية المعيارية
يتسم مفهوم النسبية بأهميته بين أوساط الفلاسفة وعلماء الأنثروبولوجيا. يمارس علماء الأنثروبولوجيا عمومًا النسبية الوصفية («ما هي طبيعة الأشياء» أو «كيف تبدو الأشياء»)، بينما ينخرط الفلاسفة في النسبية المعيارية («كيف يجب أن تكون الأشياء»). تتقاطع النسبية الوصفية مع النسبية المعيارية (على سبيل المثال، قد تُعنى الأولى بالمفاهيم، والأخيرة بالحقيقة).
تفترض النسبية الوصفية أن لمجموعات ثقافية معينة أنماط مختلفة من التفكير ومعايير الاستدلال وما إلى ذلك، ومن مهام عالم الأنثروبولوجيا توصيف هذه الأنماط وليس تقييم صحة مبادئ أو ممارسات مجموعة ثقافية ما. قد يكون عالم الانثروبولوجيا خلال عمله الميداني نسبويًا وصفيًا عند تناوله بعض الأمور التي تجذب اهتمام الفلاسفة عادةً (على سبيل المثال، المبادئ الأخلاقية) وليس غيرها (على سبيل المثال، المبادئ المنطقية). وفي المقابل، غالبًا ما يجري التصدي للادعاءات التجريبية للنسبية الوصفية حول المبادئ المعرفية والمثل الأخلاقية ما شابه ذلك من خلال الحجج الأنثروبولوجية التي تصف هذه الأمور بأنها كلية، إذ تهتم الكثير من الأدبيات الحديثة المتمحورة حول هذه الأمور صراحةً بنطاق المسلمات الثقافية أو الأخلاقية أو اللغوية أو البشرية والأدلة عليها.
قد تدفع الحقيقة القائلة إن الأنواع المختلفة للنسبية الوصفية ما هي إلا ادعاءات تجريبية الفيلسوف إلى استنتاج الأهمية الفلسفية المحدودة لها، إلا أنه يوجد عدة أسباب تحول دون حدوث ذلك. أولًا، يزعم العديد من الفلاسفة -مثل كانط- استحالة وجود أنواع معينة من الاختلافات المعرفية بين البشر (أو بين الكائنات العقلانية)، لذا تضع الحجة القائلة إنه لا يمكن العثور على مثل هذه الاختلافات على أرض الواقع قيودًا مسبقةً على ما يمكن استكشافه من خلال الاستقصاء التجريبي وعلى أي شكل قد يكون حقيقيًا من أشكال النسبية الوصفية. ثانيًا، تلعب الادعاءات المتمحورة حول الاختلافات الفعلية بين المجموعات دورًا جوهريًا في بعض الحجج المتعلقة بالنسبية المعيارية (على سبيل المثال، غالبًا ما تستند حجج النسبية الأخلاقية المعيارية إلى مزاعم مفادها أن المجموعات المختلفة تمتلك رموزًا أو مثلًا أخلاقيةً مختلفةً). أخيرًا، يساعد التفسير النسبي الوصفي عالم الأنثروبولوجيا في فصل الجوانب الثابتة للطبيعة البشرية عن الجوانب المتغيرة، لذا يساعدنا الادعاء الوصفي المتمثل في اختلاف (أو عدم اختلاف) بعض الجوانب المهمة للتجربة أو الفكر باختلاف المجموعات البشرية في التوصل إلى شيء مهم حول الطبيعة البشرية والحالة الإنسانية.
تتعلق النسبية المعيارية بالادعاءات المعيارية أو التقييمية القائلة إن أنماط التفكير أو معايير الاستدلال وما شابه ذلك تكون صحيحةً أو خاطئةً من حيث علاقتها بالإطار العام. يُقصد بمصطلح «معياري» المعنى الأعم للكلمة، أي التطبيق على مجموعة واسعة من وجهات النظر. على سبيل المثال، يساوي الصواب المعياري الحقيقة في حالة المعتقدات. لا يعني هذا الأمر أن الصواب النسبي للإطار أو للحقيقة واضح دائمًا، إذ يكمن التحدي الأول في شرح ما يرقى إليه في حالة ما (على سبيل المثال، عندما يتعلق الأمر بالمفاهيم والحقيقة والمعايير المعرفية). تعني النسبية المعيارية (أي في نطاق النسبية الأخلاقية المعيارية مثلًا) ضمنيًا أن الأشياء (أو الادعاءات الأخلاقية مثلًا) ليست صحيحةً في حد ذاتها وحسب، بل مرتبطةً بقيم الحقيقة المتعلقة بالأطر الأوسع نطاقًا (كالقواعد الأخلاقية مثلًا). (تنطلق العديد من حجج النسبية الأخلاقية المعيارية من المقدمات المنطقية حول الأخلاق وصولًا إلى الاستنتاجات التي من شأنها أن تؤكد نسبية قيم الحقيقة، لكن غالبًا ما يُحبذ النظر إلى نوع النسبية موضع التساؤل بشكل مباشر).